# Пасанен, Петри
Петри Пасанен (фин. Petri Pasanen; 24 сентября 1980, Лахти, Финляндия) — финский футболист, защитник. Выступал в национальной сборной Финляндии с 2000 года.

## Биография

### Клубная карьера
Петри Пасанен начал свою карьеру в юношеской команде клуба «Лахти», с 1998 года Пасанен регулярно выступал за основную команду «Лахти». В течение следующих двух сезонов Петри сыграл 42 матча в чемпионате Финляндии.
Многие сильные клубы Европы заинтересовались перспективным игроком. Летом 2000 года Петри перешёл а нидерландский «Аякс», Петри стал игроком основы в первом же сезоне. Но после перелома ноги в августе 2001 года Пасанену пришлось пропустить много матчей в сезоне 2001/02.
В последующем сезоне Петри вернул себе место в основном составе и достиг четвертьфинала Лиги чемпионов. В сезоне 2003/04, потеряв место в составе, Пасанен был отправлен в аренду в английский «Портсмут». Главный тренер «Портсмута» Гарри Реднапп желал, чтобы клуб выкупил трансфер футболиста, но запрошенная «Аяксом» сумма оказалась слишком высокой.
Летом 2004 года Пасанен перешёл в стан чемпионов Германии бременского «Вердера». Перейдя в «Вердер», Петри стал ключевым игроком клуба. В 2006 году Петри стал обладателем кубка немецкой лиги.

### Карьера в сборной
Пасанен является постоянным игроком национальной сборной Финляндии. Его дебют состоялся 15 ноября 2000 года против сборной Ирландии (0:3). Пасанена считают игроком, который должен заменить в сборной Сами Хююпия и Ханну Тихинена.
Но Петри допускает иногда ошибки, так 15 октября 2008 года в матче против сборной России после неудачного рикошета от вратаря Юсси Яаскеляйнена Пасанен срезал мяч в свои ворота, матч завершился поражением финнов со счётом 0:3.

## Достижения
Аякс
- Чемпион Нидерландов: 2002
- Обладатель Кубка Нидерландов: 2002
- Обладатель Суперкубка Нидерландов: 2002

Вердер
- Обладатель Кубка немецкой лиги: 2006
- Обладатель Кубка Германии: 2009

Ред Булл
- Чемпион Австрии: 2012